# 小洛伦佐·森普尔
小洛伦佐·森普尔（英語：Lorenzo Semple, Jr., Lorenzo Elliott Semple III，1923年3月27日—2014年3月28日），是一名美国编剧。他最著名的是《蝙蝠侠》系列。此外他还寫了电影《飛俠哥頓》、《暗杀十三招》、《秃鹰七十二小时》和《巡弋飞弹》。
2014年3月28日，他因自然原因，死于加州洛杉矶的家中，享年91岁。